# Peter Sych
Peter Sych, auch Pjotr Sych (* 1960 in Krakau) ist ein australischer Software-Entwickler, Instrumentenbauer und Installationskünstler polnischer Herkunft.
Sych studierte Violine und Klavier an der Musikschule in Krakau, bevor er 1981 nach Australien auswanderte. Dort studierte er ab 1983 am Northern Metropolitan College von TAFE (Technical and further education) Musikinstrumentenbau. 1985 arbeitete er in Wien in der Klavierfabrik Bösendorfer. Von 1985 bis 1988 studierte er am Royal Melbourne Institute of Technology Elektroingenieurswesen und an der Swinburne University of Technology in Melbourne Informatik und arbeitete danach für verschiedene Unternehmen als Softwareingenieur (u. a. Boardwalk Enterprises, Pixel Photographics, CASIO Australia) und Manager (Transimport Melbourne) Er ist Direktor der Applied Multimedia Technologies Melbourne und Brisbane.
Als Software-Entwickler ist Sych auch auf dem Gebiet der Multimedia-Kunst aktiv. Mit Lisa Lang entwickelte er The Isa Harp, einen programmierbaren MIDI/Multimedia-Controller, der u. a. beim Chookahs Childen's Festival im The Arts Centre in Melbourne eingesetzt wurde. Hier entwarf und baute er auch ein begehbares Klavier. Für Menschen mit Behinderung entwarf er das SoundHouse Special Access Kit, für Casio ein interaktives digitales Laboratorium. Anlässlich der Internationalen Musikshow von Darling Harbour entstand sein Piano Roll to MIDI conversion system. In Polen realisierte Sych Installationen in Zusammenarbeit mit Marek Chołoniewski (IterEter, 2009; qub, 2010). Er ist Mitglied der Association of Tuners/Technicians in Australia and New Zealand und der Polnischen Gesellschaft für elektroakustische Musik.